# Qt

Qt egy programkönyvtár

A Qt (hivatalos kiejtés szerint cute (IPA: ˈkjuːt, gyakran még mint Q.T., kjuːˈtiː))
keresztplatformos alkalmazás-keretrendszer, amelyet GUI-s alkalmazások (ebben az esetben a Qt widget-eszköztár), illetve nem-GUI-s programok, pl. parancssori eszközök és szerverkonzolok fejlesztésére használnak.
A Qt-vel fejlesztett ismertebb alkalmazások, felhasználók:
Autodesk, Google Earth,  KDE, Adobe Photoshop Album, European Space Agency, OPIE, Siemens, Volvo, Walt Disney Animation Studios, Skype, VLC media player, Samsung, Philips, Panasonic, VirtualBox és a Mathematica, FreeCAD, QGIS.
A Qt a Qt Development Frameworks cég által létrehozott fejlesztői készlet, amely elsősorban a több platformon történő fejlesztés miatt lett közkedvelt.
Hivatalosan támogatott platformok:
- Linux/X11, (Qt Embedded segítségével akár X11 nélküli beágyazott eszközök.)
- Mac OS
- Windows 98/Me, NT4, XP, Vista, 7, 10, 11, CE, és Mobile
- Symbian

Nem hivatalosan támogatott platformok:
- Maemo (A Nokia okostelefonokra fejlesztett Linux-disztribúciója)
- QNX
- VxWorks
- különféle Unix rendszerek

Sajátossága még a licence, amely nyílt forráskódú szoftverek készítéséhez ingyenessé teszi a használatát. 2006 közepétől már Java fejlesztésre is használható.

## Felhasználása
A Qt-vel készült az Opera webböngésző, illetve a Borland cég Kylix nevű fejlesztőeszköze.
A nyílt forráskódú felhasználások közül a legjelentősebb talán a KDE asztali környezet.